# Vermilion County
Das Vermilion County ist ein County im Osten des US-amerikanischen Bundesstaates Illinois. Im Jahr 2010 hatte das County 81.625 Einwohner und eine Bevölkerungsdichte von 35 Einwohnern pro Quadratkilometer. Der Verwaltungssitz (County Seat) ist Danville. Es wurde vom Office of Management and Budget zu statistischen Zwecken zunächst als Danville, IL Metropolitan Statistical Area, ab 2023 als Micropolitan Statistical Area geführt.

## Geografie
Das County liegt im Osten von Illinois an der Grenze zu Indiana. Es hat eine Fläche von 2337 Quadratkilometern, wovon acht Quadratkilometer Wasserfläche sind.
Im Zentrum wird das County vom Vermilion River durchflossen; durch den Süden fließt der Little Vermilion River. Beide Flüsse münden im benachbarten Indiana in den Wabash River.
An das Vermilion County grenzen folgende Nachbarcountys:
| Ford County      | Iroquois County | Benton County (Indiana)                             |
| Champaign County |                 | Warren County (Indiana) Vermillion County (Indiana) |
| Douglas County   | Edgar County    |                                                     |

### Naherholungsgebiete
Das County unterhält 6 Naherholungsgebiete bzw. Parks:
- Forest Glen Preserve (8 km nordöstlich von Georgetown)[6]
- Kennekuk Cove (11 km nordwestlich von Danville)[7]
- Lake Vermilion County Park
- Harry „Babe“ Woodyard State Natural Area
- Middle Fork State Fish & Wildlife Area[8]
- Kickapoo State Recreation Area[9]

## Geschichte
Das Vermilion County wurde am 18. Januar 1826 aus dem Edgar County gebildet. Benannt wurde es nach dem Vermilion River, der durch das County fließt.

### Territoriale Entwicklung

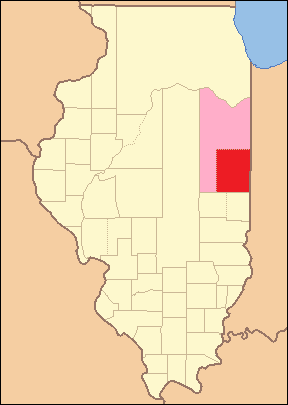
Das Vermilion County von seiner Gründung im Jahr 1826 bis 1831
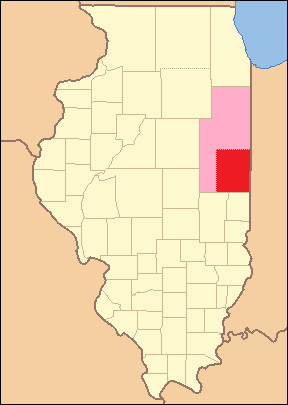
1831 bis 1833
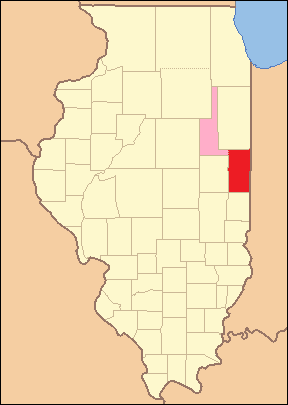
1833 bis 1836
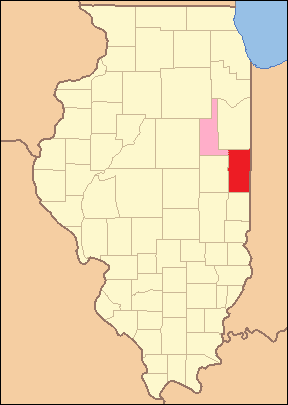
1836 bis 1837
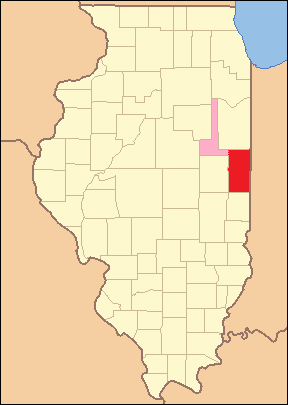
1837 bis 1853
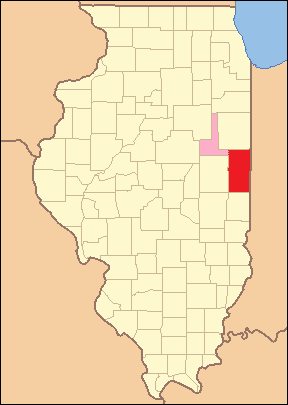
1853 bis 1859
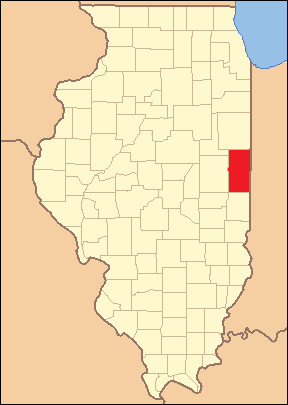
1859 bis heute

## Demografische Daten
Nach der Volkszählung im Jahr 2010 lebten im Vermilion County 81.625 Menschen in 31.979 Haushalten. Die Bevölkerungsdichte betrug 35 Einwohner pro Quadratkilometer. In den 31.979 Haushalten lebten statistisch je 2,51 Personen.
Ethnisch betrachtet setzte sich die Bevölkerung zusammen aus 83,6 Prozent Weißen, 13,3 Prozent Afroamerikanern, 0,3 Prozent amerikanischen Ureinwohnern, 0,8 Prozent Asiaten sowie aus anderen ethnischen Gruppen; 1,9 Prozent stammten von zwei oder mehr Ethnien ab. Unabhängig von der ethnischen Zugehörigkeit waren 4,4 Prozent der Bevölkerung spanischer oder lateinamerikanischer Abstammung.
24,4 Prozent der Bevölkerung waren unter 18 Jahre alt, 59,2 Prozent waren zwischen 18 und 64 und 16,4 Prozent waren 65 Jahre oder älter. 50,4 Prozent der Bevölkerung war weiblich.

Das jährliche Durchschnittseinkommen eines Haushalts lag bei 40.463 USD. Das Pro-Kopf-Einkommen betrug 21.000 USD. 18,8 Prozent der Einwohner lebten unterhalb der Armutsgrenze.

## Ortschaften im Vermilion County
Citys
- Danville
- Georgetown
- Hoopeston

Villages
| - Allerton1 - Alvin - Belgium - Bismarck - Catlin - Fairmount | - Fithian - Henning - Indianola - Muncie - Oakwood - Potomac | - Rankin - Ridge Farm - Rossville - Sidell - Tilton - Westville |

Census-designated place (CDP)
- Olivet

Andere Unincorporated Communitys
| - Armstrong - Batestown - Cheneyville - Collison - East Lynn | - Hartshorn - Hegeler - Hillery - Illiana - Jamaica | - Jamesburg - Midway - Newtown - Ryan - Unionville |

1 – teilweise im Champaign County

## Gliederung
Das Vermilion County ist in 19 Townships eingeteilt:
| Township            | Einwohner (2010) | FIPS     |
| ------------------- | ---------------- | -------- |
| Blount Township     | 3.428            | 17-06678 |
| Butler Township     | 992              | 17-10162 |
| Carroll Township    | 612              | 17-11449 |
| Catlin Township     | 3.300            | 17-11787 |
| Danville Township   | 32.113           | 17-18576 |
| Elwood Township     | 1.647            | 17-23932 |
| Georgetown Township | 7.901            | 17-28976 |
| Grant Township      | 6.028            | 17-30965 |
| Jamaica Township    | 202              | 17-38180 |
| Love Township       | 257              | 17-44953 |

| Township            | Einwohner (2010) | FIPS     |
| ------------------- | ---------------- | -------- |
| McKendree Township  | 807              | 17-45772 |
| Middlefork Township | 1.458            | 17-48775 |
| Newell Township     | 13.969           | 17-52454 |
| Oakwood Township    | 3.507            | 17-55015 |
| Pilot Township      | 587              | 17-59832 |
| Ross Township       | 1.617            | 17-65949 |
| Sidell Township     | 1.073            | 17-69849 |
| South Ross Township | 1.070            | 17-71227 |
| Vance Township      | 1.057            | 17-77304 |
|                     |                  |          |

|  |